# Antoine-Valentin Jumel de Noireterre
Antoine-Valentin Jumel de Noireterre, né le 26 janvier 1824 à Belleville et mort le 20 juillet 1902 à Palleville, est un peintre et un militaire français.

## Biographie
Antoine-Valentin Jumel est le fils d'Antoine Jumel et de Thérèse Joséphine Denoireterre.
Tout en préparant son entrée à l'École polytechnique, il entre aux beaux-arts auprès de Camille Flers, il expose au Salon de 1857 à 1863. Il obtient en 1859 une mention honorable.
Sorti diplômé capitaine d'Etat-Major, il devient Officier d’Ordonnance de l’Empereur. Il participe notamment à la Guerre de Crimée (1854-1855) ainsi que la Campagne d'Italie (1859). Il termine sa carrière militaire avec le grade de chef d'escadron d'Etat-Major.
En 1860, il ajoute à son nom patronymique celui de sa mère.
En 1864, il épouse Suzanne Antoinette Laure Duprat de Terson, demoiselle d'honneur de l'Impératrice.
Il se présente sans succès à la députation, dans l'arrondissement de Castres.
Revenu récemment d'un voyage en Afrique, il meurt dans son château de la Landelle à Palleville, à l'âge de 78 ans.

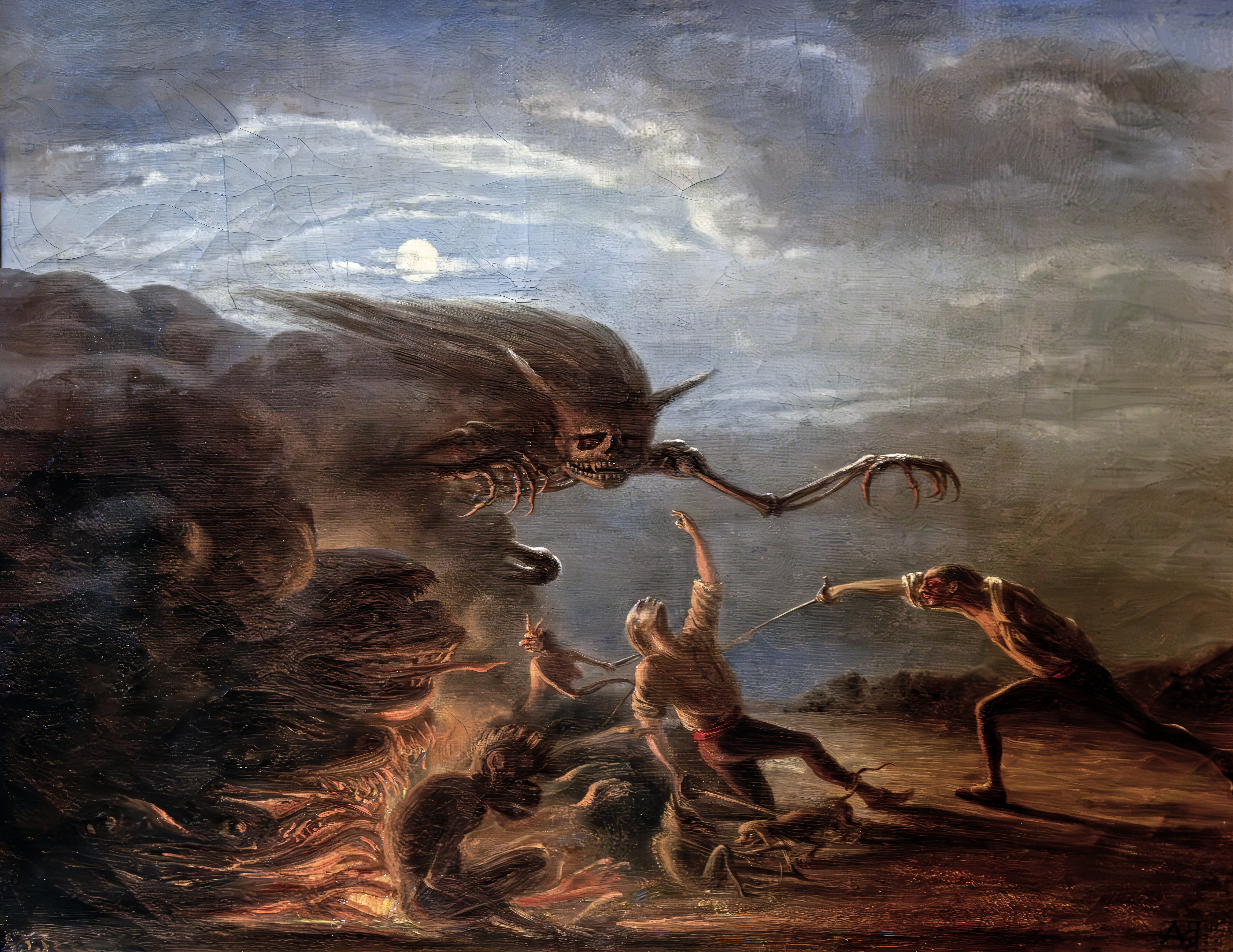
Le Duel - Musée Goya
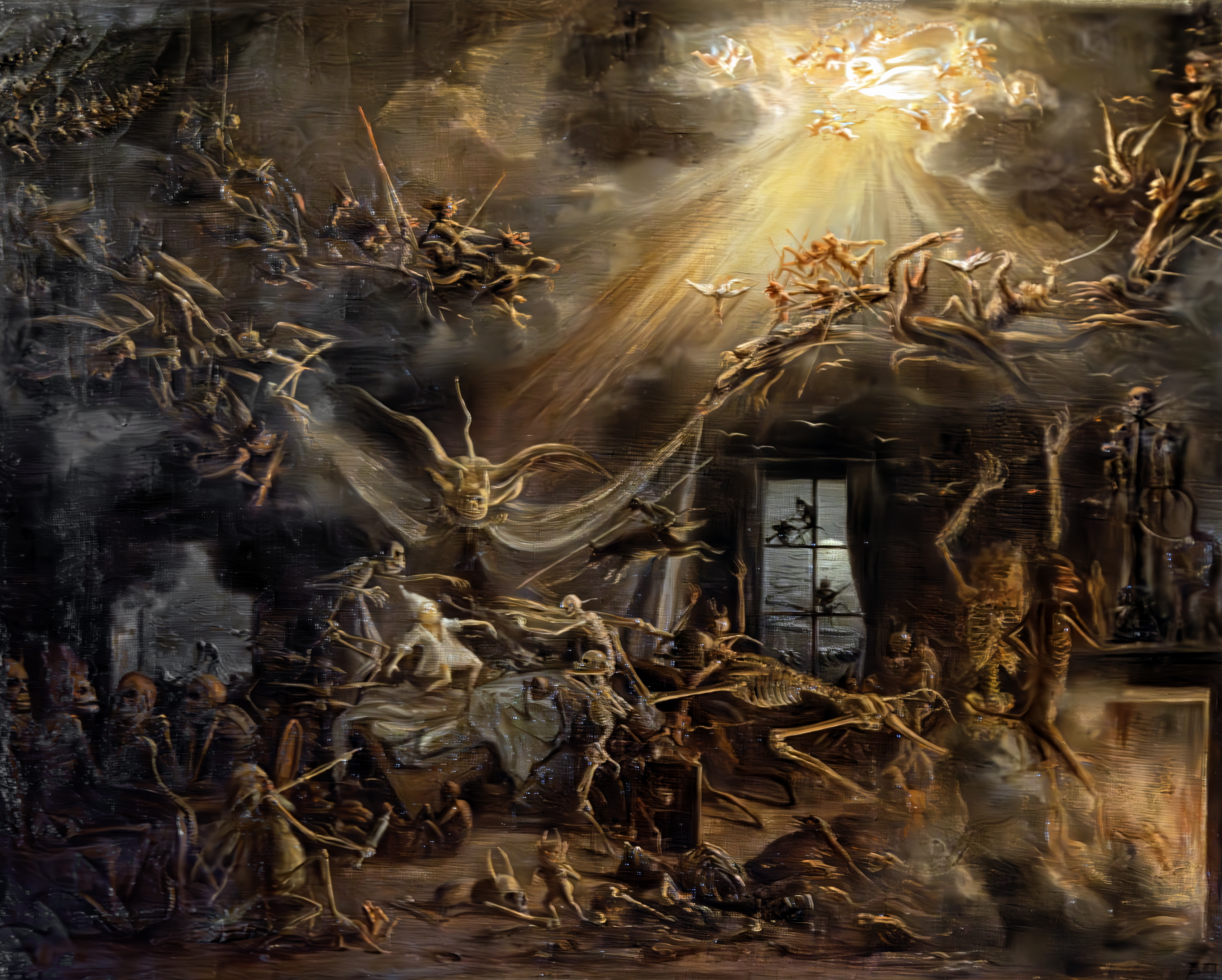
Le cochemard - Musée Goya

## Œuvres exposées aux Salons parisiens
- Bataille de Traktir, au Salon de 1857
- Prise de Sébastopol, 8 septembre 1855, au Salon de 1857
- Sébastopol, vue de Malakoff et des quartiers militaires, prise de la ville (15 novemb. 1855), au Salon de 1857, dessin
- Sébastopol, vue prise de Malakoff (15 novembre 1855), au Salon de 1857, dessin
- Sébastopol, vue prise près du fort Michel (avril 1856), au Salon de 1857, dessin
- Vue de Balaklava (octobre 1854), au Salon de 1857, dessin
- Vue de l’Egri-Dagh (octobre 1855), au Salon de 1857, dessin
- Vue des positions françaises (oct. 1853), au Salon de 1857, dessin
- Vue des positions occupées par les Russes (octobre 1855), au Salon de 1857, dessin
- Vue générale de la haute Crimée (octobre 1855), au Salon de 1857, dessin
- Bataille de Balaklava (25 octobre 1854), au Salon de 1859
- Bataille de Magenta, au Salon de 1861
- Bataille de Solferino, au Salon de 1861
- Bataille de l’Alma, au Salon de 1863

## Distinctions
- Chevalier de la Légion d'honneur (1855)
- Officier dans l'Ordre du Médjidié (1856)
- Chevalier dans l'Ordre des Saints-Maurice-et-Lazare (1859)
- Chevalier dans l'Ordre de Hohenzollern (1864)
- Officier dans l'Ordre de Notre-Dame de Guadalupe (1867)
- Médaille de Crimée
- Médaille commémorative de la campagne d'Italie (1859)
- Médaille commémorative de l'expédition du Mexique